# 夏家营镇
夏家营镇，是中国山西省吕梁市交城县下辖的一个乡镇级行政单位。

## 行政区划
夏家营镇共辖以下地区：
义望村、覃村、王村、夏家营村、段村、郑村、连家寨村、王明寨村、郭家寨村、贺家寨村、王家寨村、温家寨村、大辛村、小辛村、辛南村、贾家寨村。